# 경상북도선거관리위원회
경상북도선거관리위원회(慶尙北道選擧管理委員會)는 경상북도의 선거를 담당하는 기관이다. 경상북도 예천군 호명읍 행복1길 5, 정부경북지방합동청사 5~6층에 위치하고 있다. 경상북도선거관리위원회의 위원은 국회의원의 선거권이 있고 정당원이 아닌 자 중에서 국회에 교섭단체를 구성한 정당이 추천한 사람과 당해 지역을 관할하는 지방법원장이 추천하는 법관 2인을 포함한 3인과 교육자 또는 학식과 덕망이 있는 자 중에서 3인을 중앙선거관리위원회가 위촉하며, 위원장은 당해 선거관리위원회위원 중에서 호선한다. 2020년 10월 30일 예천군 호명면 정부경북지방합동청사로 이전하였다.

## 조직

### 위원 선정
- 국회의원의 선거권이 있고 정당원이 아닌 자 중에서 국회에 교섭단체를 구성한 정당이 추천한 사람과, 당해 지역을 관할하는 지방법원장이 추천하는 법관 2인을 포함한 3인과, 교육자 또는 학식과 덕망이 있는 자 중에서 3인을 중앙선거관리위원회가 위촉하며, 위원의 임기는 6년이다.
- 위원장은 위원회의에서 호선하며 지방법원장이 위원장으로 선출되는 것이 관례이고, 상임위원은 중앙선거관리위원회에서 지명한다.

### 비상임위원(6인)

#### 사무처장

##### 사무처
- 총무과
- 선거과
- 지도과
- 홍보과

## 소속 선거관리위원회
- 포항시북구선거관리위원회
- 포항시남구선거관리위원회
- 경주시선거관리위원회
- 김천시선거관리위원회
- 안동시선거관리위원회
- 구미시선거관리위원회
- 영주시선거관리위원회
- 영천시선거관리위원회
- 상주시선거관리위원회
- 문경시선거관리위원회
- 경산시선거관리위원회
- 의성군선거관리위원회
- 청송군선거관리위원회
- 영양군선거관리위원회
- 영덕군선거관리위원회
- 청도군선거관리위원회
- 고령군선거관리위원회
- 성주군선거관리위원회
- 칠곡군선거관리위원회
- 예천군선거관리위원회
- 봉화군선거관리위원회
- 울진군선거관리위원회
- 울릉군선거관리위원회